# Did Ye Get Healed?
«Did Ye Get Healed?» es una canción del músico norirlandés Van Morrison publicada en el álbum de 1987 Poetic Champions Compose y como sencillo el mismo año.
El biógrafo de Van Morrison, Johnny Rogan, describió la canción como: «Una poderosa declaración de la trascendencia confirmando que la dimensión espiritual de la música de Morrison es ahora una prioridad absoluta».
«Did Ye Get Healed?» fue también incluida en los álbumes recopilatorios de 1990 The Best of Van Morrison y de 2007 Still on Top - The Greatest Hits, y en el álbum en directo de 1994 A Night in San Francisco.

## Personal
- Van Morrison: saxofón alto y voz
- June Boyce: coros
- Neil Drinkwater: piano
- Martin Drover: fliscorno
- Roy Jones: batería
- Steve Pearce: bajo